# Nhót trườn
Nhót trườn (danh pháp khoa học: Elaeagnus sarmentosa) là một loài thực vật có hoa trong họ Elaeagnaceae. Loài này được Rehder mô tả khoa học đầu tiên năm 1915.